# Miltiadis Evert

Miltiadis Evert

Miltiadis Evert (griechisch Μιλτιάδης Έβερτ, * 12. Mai 1939 in Athen; † 9. Februar 2011 ebenda) war ein griechischer Politiker. Er war von 1987 bis 1989 Bürgermeister der griechischen Hauptstadt Athen und von 1993 bis 1997 Parteivorsitzender der konservativen Nea Dimokratia (ND).

## Werdegang
Evert stammt aus einer bayrischen Familie namens Ebert, die im 19. Jahrhundert unter dem ebenfalls aus Bayern stammenden Wittelsbacher König Otto nach Griechenland gekommen war. Durch die Transkription des Namens vom lateinischen ins griechische Alphabet (das lateinische „B“ wird im griechischen als „V“ ausgesprochen) änderte sich der Name von Ebert zu Evert. Angelos Evert, der Vater von Miltiadis Evert, war Polizeipräsident von Athen, auch während der nationalsozialistischen Besatzung, und wurde später für seine Rettung von Juden als Gerechter unter den Völkern geehrt.
Evert studierte Wirtschaftswissenschaften an der Universität Athen. Vor seinem Eintritt in die Politik war er in verschiedenen Leitungspositionen in der griechischen Industrie tätig. Er arbeitete als Finanzberater der Handelsbank Emporiki Bank und Verwaltungsdirektor der Werft von Elefsina. Nach dem Militärputsch vom 21. April 1967 war er mit einem Ausreiseverbot belegt.
Nach dem Ende der Diktatur war Evert 1974 Gründungsmitglied der konservativen Nea Dimokratia und wurde noch im gleichen Jahr in das griechische Parlament gewählt. Im September 1976 berief ihn Ministerpräsident Konstantinos Karamanlis als Wirtschaftsminister in sein Kabinett.
Vom 1. Januar 1987 bis zum 3. Mai 1989 war er Bürgermeister von Athen. In dieser Funktion ermöglichte er unter anderem den Aufbau der Radiostation Athena 98.4 FM, der ersten privaten Radiostation des Landes.
Nach der schweren Wahlniederlage der Nea Dimokratia bei den Parlamentswahlen 1993 und dem darauffolgenden Rücktritt von Konstantinos Mitsotakis wurde Evert zum neuen Parteivorsitzenden gewählt. Als die ND 1996 erneut die Parlamentswahlen verlor, trat er im März 1997 von seinem Amt zurück.
Miltiadis Evert starb im Alter von 71 Jahren im Ippokratio-Krankenhaus in Athen.